# مگس (فیلم ۱۹۸۰)
مگس (انگلیسی: The Fly) انیمیشن کوتاه مجارستانی محصول سال ۱۹۸۰ است.